# Caverswall Castle
Caverswall Castle er et privatejet landsted fra begyndelsen af 1600-tallet, der er opført som en borg på fundamentet og inden for de tidligere murer af en borg fra 1200-tallet i Caverswall, Staffordshire, England.
Det er en listed building af første grad. Borgen har et areal på 1.700 m2 .